# 奧爾達尼島
奧爾達尼島是蘇格蘭的島嶼，位於漢達島以南的大西洋海域，屬於英倫諸島的一部分，面積2平方公里，最高點海拔高度104米，島上無人居住。
58°15.5′N 5°15.5′W / 58.2583°N 5.2583°W